# Pyzówka (przystanek kolejowy)
Pyzówka – przystanek kolejowy w Lasku, w województwie małopolskim, w Polsce. Położony jest w sztucznym wykopie zlokalizowanym dokładnie na Przełęczy Sieniawskiej (711 m n.p.m.), stanowiącej dział wodny pomiędzy Rabą a Dunajcem, około 2,3 km od centrum wsi.
Budynek przystanku w stylu góralskim wybudowano w 1954 roku. 

## Ruch pasażerski

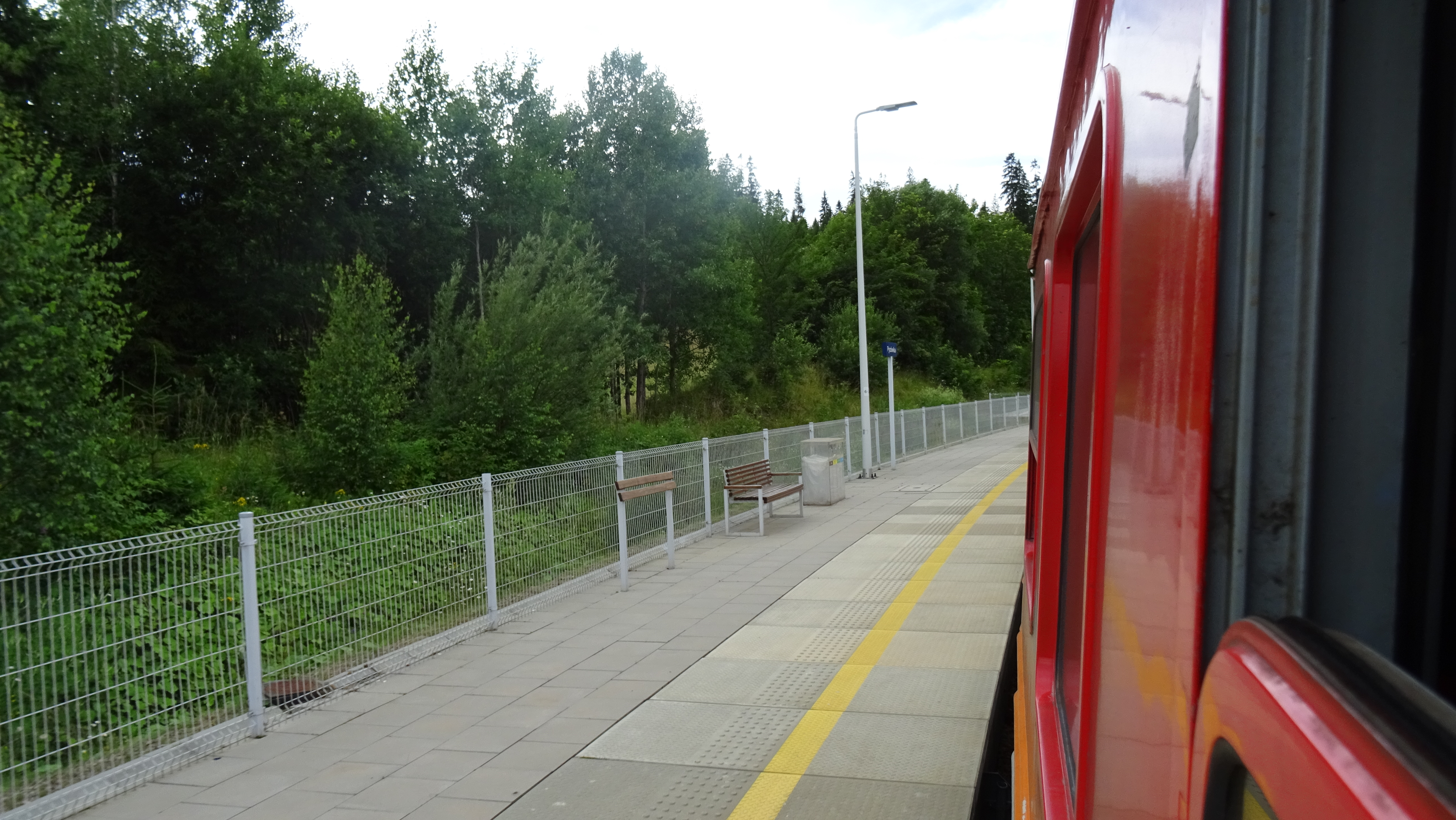
Peron

| Rok  | Wymiana pasażerska na dobę |
| ---- | -------------------------- |
| 2017 | 0-9                        |
| 2022 | 10-19                      |